# SIG Sauer P365
A SIG Sauer P365 Micro-Compact de alta capacidade é uma pistola de corpo de polímero semiautomática acionada percussor fabricada pela SIG Sauer e destinada ao porte diário e contínuo.

Seu calibre é o 9 × 19 mm Parabellum e é classificada para munição + P (pressão mais alta) utilizando carregadores de duas fileiras deslocadas.
 
É oferecida com miras diurnas/noturnas de Tritium XRAY3 e dois carregadores de 10 cartuchos; sendo um com base reta e outro com base estendida para apoio dos dedos. A P365, que substituiu a P290RS, é produzido em Newington, New Hampshire. 

## Variantes
- P365 XL - lançada em junho de 2019.[3]
- P365 SAS - lançada em outubro de 2019.[4]